# ブラストサイジンS
ブラストサイジンS（英: Blasticidin S）は抗生物質の一種で、主に農業用殺菌剤として使われた。

## 概要
稲のいもち病に対しては従来水銀系の農薬が使われてきたが、毒性が強いためこれに代わる殺菌剤の研究がすすめられた。1958年に理化学研究所の住木諭介主任研究員、東京大学の米原弘教授らにより、放線菌の生成物であるブラストサイジンSが発見された。タンパク質の生合成を阻害することにより作用し、1961年に世界初の農業用抗生物質として実用化された。日本では1961年4月11日にラウリル硫酸塩（1964年4月11日失効）、1962年4月21日にベンジルアミノベンゼンスルホン酸塩（2004年3月16日失効）が登録された。商品名には「ブラエス」などがあった。1965年には、これに続く農業用抗生物質としてカスガマイシンが実用化された。

## 安全性
日本の毒物及び劇物取締法では劇物に分類されている。半数致死量（LD50）はラットへの経口投与で55.9~16.0mg/kg、ラットへの経皮投与で3,100mg/kg。ヒトの皮膚や目に対し刺激性がある。残留基準はないが、食品衛生法では「食品は抗生物質を含んではならない」としている。